# Патрик Видра
Патрик Видра (чеськ. Patrik Vydra, нар. 20 червня 2003, Бероун, Чехія) — чеський футболіст, захисник празької «Спарти».

## Ігрова кар'єра

### Клубна
Ще у віці шнсти років Патрик Видра почав займатися футболом у своєму рідному місті Бероун. У 2015 році він перейшов до клубної академії столичної «Спарти». 20 квітня 2022 року у матчі чемпіонату Чехії проти «Сігми» Видра дебютував на професійному рівні. За час виступів в складі «Спарти» захисник вигравав національний чемпіонат та Кубок країни.
Першу половину сезону 2024/25 Видра провів в оренді в клубі Першої ліги «Млада Болеслав».

### Збірна
Патрик Видра пройшов всі вікові категорії юнацьких та молодіжних збірних Чехії.

## Титули
Спарта
 Чемпіон Чехії (2): 2022/23, 2023/24
 Переможець Кубка Чехії: 2023/24